# 찰스 왕세자와 다이애나 스펜서의 결혼식
찰스 왕세자(훗날의 찰스 3세)와 다이애나 스펜서의 결혼식은 1981년 7월 29일 수요일 영국 런던의 세인트 폴 대성당에서 열렸다. 신랑은 분명히 영국 왕위 계승자였고, 신부는 스펜서 가문의 일원이었다.
그 의식은 전통적인 영국 국교회의 결혼식이었다. 그 의식의 사회를 맡은 세인트 폴의 앨런 웹스터 학장과 캔터베리 대주교인 로버트 런시가 결혼식을 진행했다. 참석한 주목할 만한 인물들은 다른 왕실 가족들, 공화당 국가 원수들, 그리고 신랑 신부 가족들의 많은 구성원들을 포함했다. 그 의식 후, 그 커플은 버킹엄 궁전의 발코니에 전통적인 모습을 드러냈다. 영국은 결혼을 기념하기 위해 그 날 국경일을 가졌다. 그 의식은 국교의 마차 사용과 근위병과 가정용 기병의 역할을 포함하여, 많은 의식적인 측면이 특징이었다.
그들의 결혼은 "동화 같은 결혼식"과 "세기의 결혼식"으로 널리 알려졌다. 7억 5천만 명으로 추산되는 전 세계 텔레비전 시청자들이 그것을 시청했다. 결혼을 기념하기 위해 영연방 전역에서 행사가 열렸다. 그 행사를 축하하기 위해 많은 거리 파티가 영국 전역에서 열렸다. 그 커플은 1992년에 헤어졌고 15년의 결혼 생활 후 1996년에 이혼했다.